# 天門山
天門山（てんもんざん、簡体字: 天门山; 繁体字: 天門山; 拼音: Tiānmén Shān）は、中国の湖南省の標高1518.6mの山である。

## 歴史
張家界市内より南へ10km離れた所に位置している。263年（三国時代の呉の永安6年）に強い地震があり、山が崩れて穴があいた。呉の景帝孫休はこれは吉祥の兆しだと思い、「天門山」「天門洞」の名を授けたとされる。
1992年7月、中華人民共和国国務院は天門山を国家森林公園に認定した。中国の5A級観光地（2007年認定）でもある。

## 名勝
- 天門洞開景区—天門洞：標高1260mの絶壁の上にあり、その高さは131.5m、幅57m、奥行き60余ｍである。
- 天界仏国風景区—天門山寺
- 覓仙奇境景区—鬼谷桟道
- 碧野瑶台景区
- 天門山索道：全長7,455m、高低差1,279ｍのロープウェイ。2005年5月完工。
- 通天大道：全長10.77kmで、全部で99の険しいカーブがある、2005年9月完工。

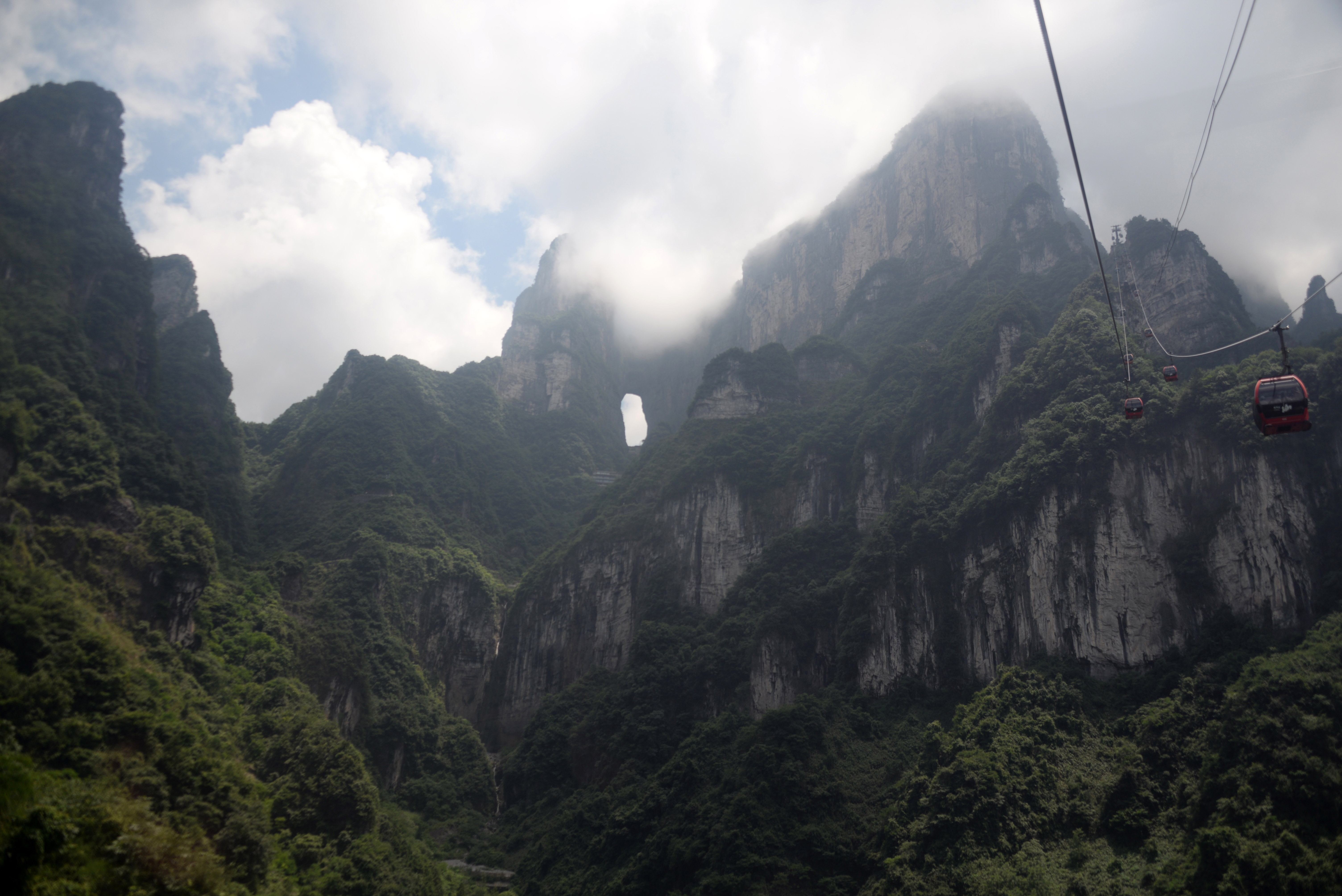
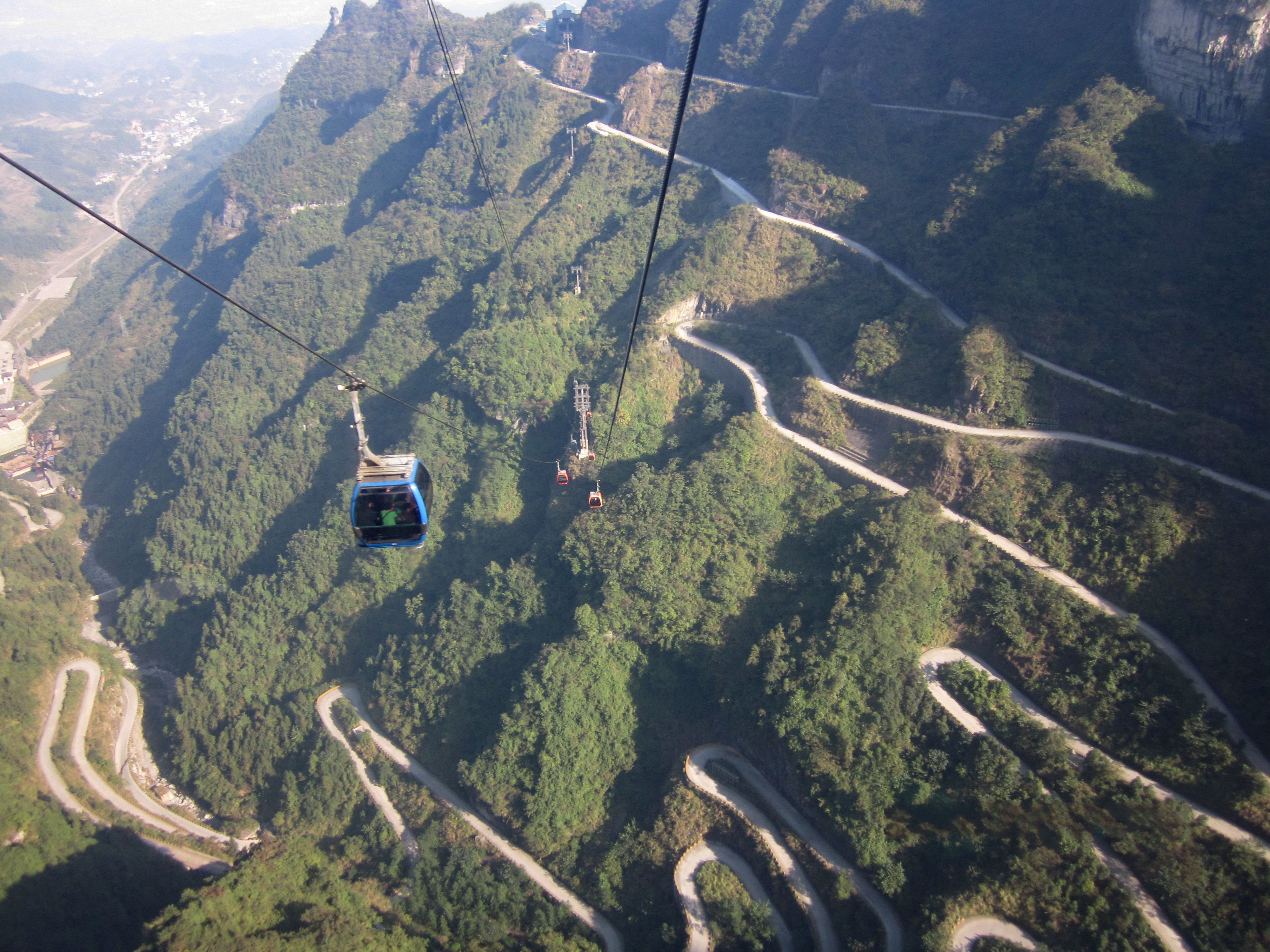
「天下第一公路の奇観」通天大道
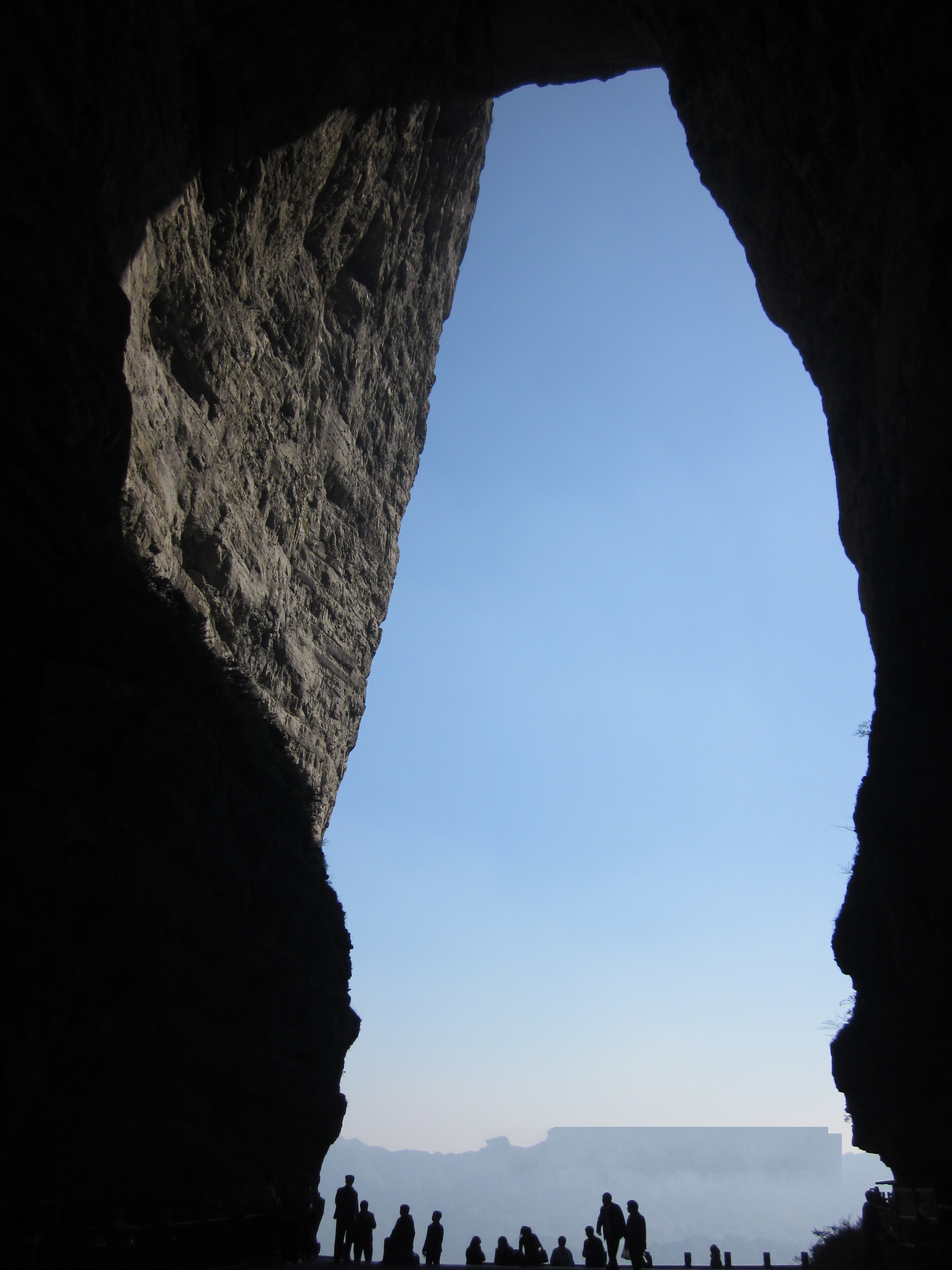
天門洞
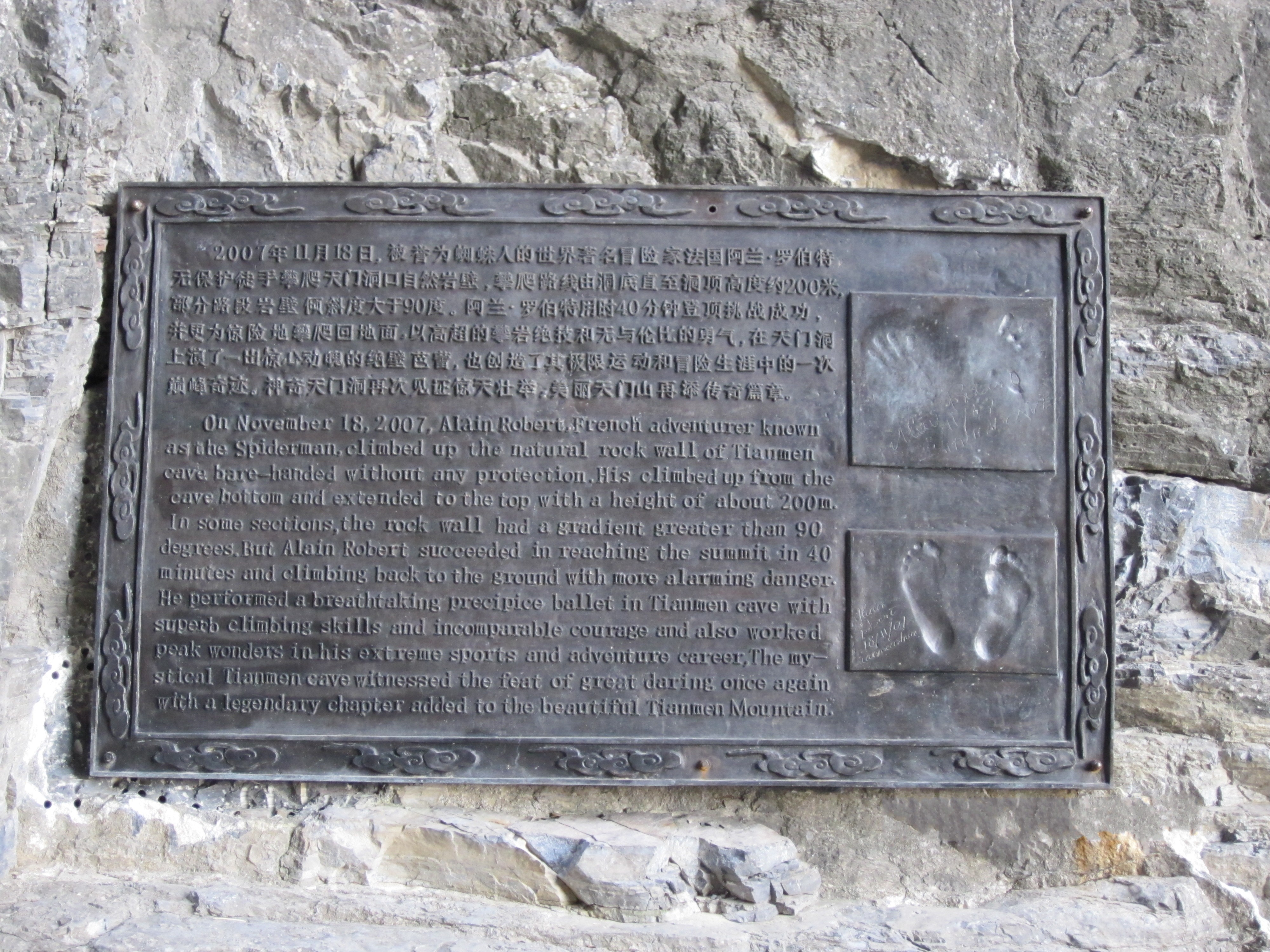
2007年、アラン・ロベールの手印
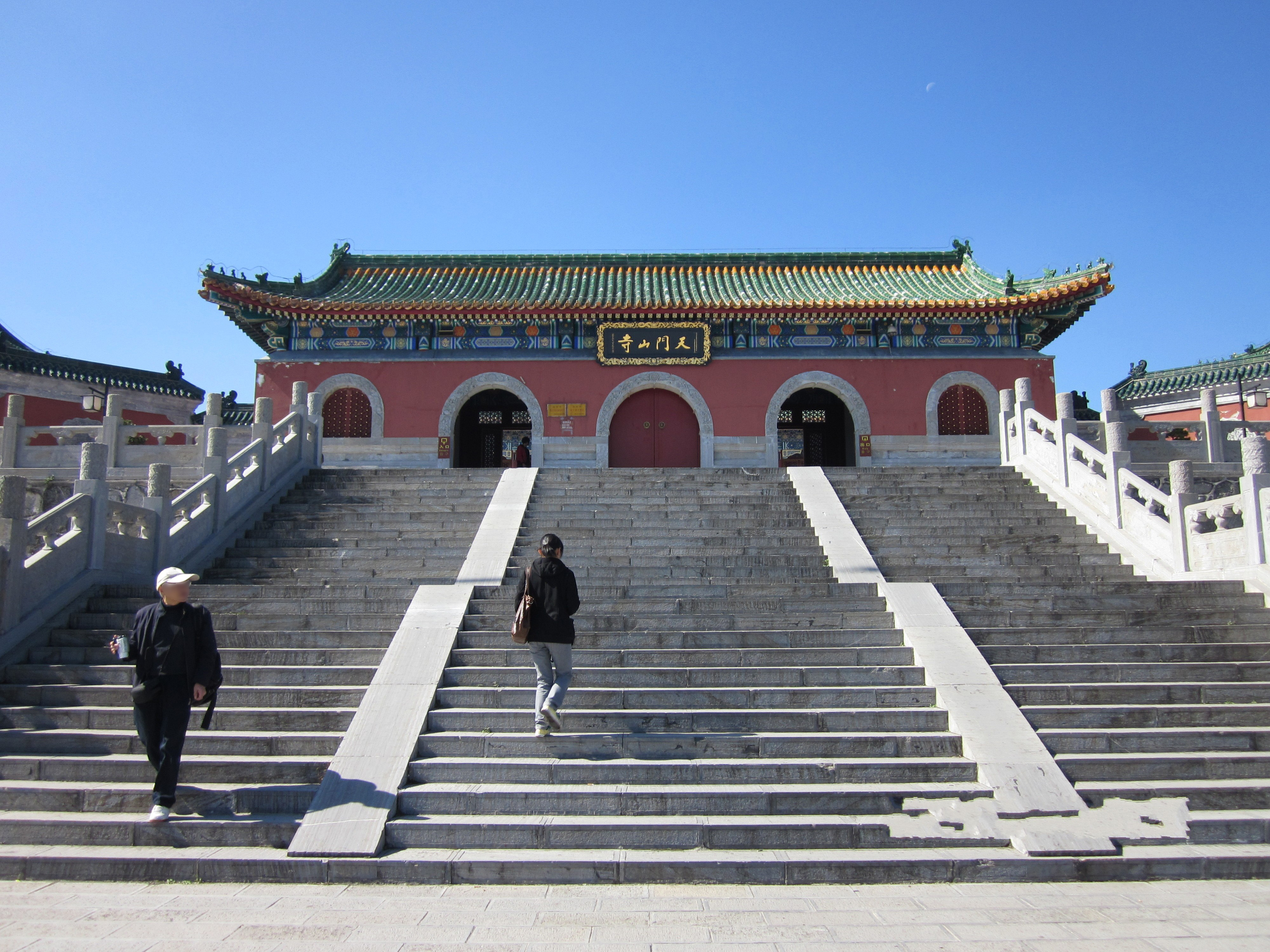
天門山寺
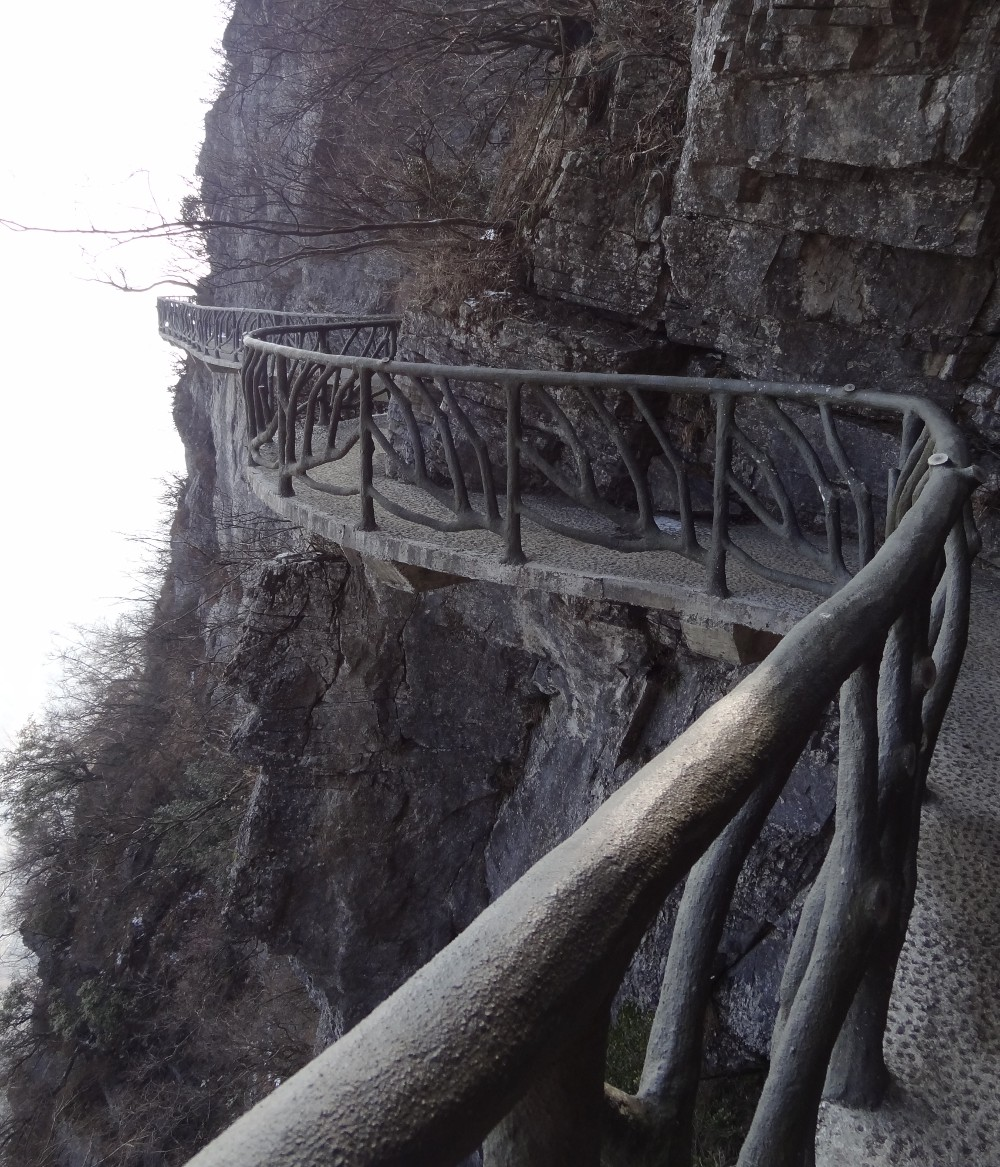
鬼谷桟道